# Teleférico do Alemão
| Die Station Bonsucesso |        |              |              |
| Streckenlänge: | 3.5 km |              |              |
| |        |              |              |
| \| \| \| Bonsucesso \| \| \| \| Adeus \| \| \| \| Baiana \| \| \| \| Alemão/Kibon \| \| \| \| Itararé \| \| \| \| Palmeiras \| |        |              |              |
| Kopfbahnhof Streckenanfang |        | Bonsucesso   | Bonsucesso   |
| Haltepunkt / Haltestelle |        | Adeus        | Adeus        |
| Haltepunkt / Haltestelle |        | Baiana       | Baiana       |
| Haltepunkt / Haltestelle |        | Alemão/Kibon | Alemão/Kibon |
| Haltepunkt / Haltestelle |        | Itararé      | Itararé      |
| Kopfbahnhof Streckenende |        | Palmeiras    | Palmeiras    |

Teleférico do Alemão ist ein öffentliches Seilbahnsystem, das im Stadtteil Complexo do Alemão in der nördlichen Zone der Stadt Rio de Janeiro in Brasilien betrieben wird. Es verbindet als öffentliches Verkehrsmittel Teile der Favela Complexo do Alemão mit der Stadt und ermöglicht es so den Bewohnern der Favela leichter in die Stadt zu gelangen. Die Seilbahn wurde am 7. Juli 2011 von der damaligen Präsidentin Brasiliens Dilma Rousseff eingeweiht und wird seit dem 7. März 2016 vom Consórcio Rio Teleféricos betrieben. Am 14. Oktober 2016 wurde sie wegen technischer Probleme und der Einstellung der Zahlung an das Konsortium durch die Stadt außer Dienst gestellt.

## Technik
Das Seilbahnsystem besteht aus einer einzigen Linie mit sechs Stationen und 25 Trägern, sie hat eine Länge von 3,5 km. Das System besteht aus 152 Gondeln mit Platz für je zehn Passagiere mit acht Sitz- und zwei Stehplätzen. Die Fahrt von der ersten (Bonsucesso) zur letzten Station (Palmeiras) dauert durchschnittlich 16 Minuten. An der Bonsucesso-Station besteht Anschluss an die Züge des SuperVia-Systems. Die Seilbahn hat eine Kapazität von etwa 3.000 Passagieren pro Stunde, durchschnittlich können 30.000 Passagiere pro Tag transportiert werden. Der Bau der Seilbahn kostete 2011 etwa 253 Millionen R$.

## Probleme
Am 14. Oktober 2016 wurde der Betrieb der Seilbahn wegen der Abnutzung eines der Zugseile eingestellt. Nach Angaben des Secretaria Estadual de Transportes (Transportministeriums) sind die importierten Ersatzteile bereits gekauft. Der Austausch liegt in der Verantwortung des Betreibers und des Herstellers. Ende 2023 war die Seilbahn wegen noch immer nicht gelöster technischer Probleme weiterhin außer Betrieb.

## Nutzung
Die Seilbahn wurde im Rahmen des Programa de Aceleração do Crescimento (PAC) (Wachstumsbeschleunigungsprogramm) erbaut, um den Favelabewohnern besseren Zugang zur Stadt zu ermöglichen und die Möglichkeit zu erschließen, geregelter Arbeit nachzugehen, um die Situation in den Favelas zu verbessern. Wenn die Seilbahn wieder in Betrieb gehen sollte, handelt es sich hier nicht um einen Ort für Touristen. Der Zugang zu den Favelas ist weiterhin extrem gefährlich. Die Fassaden einiger Stationen zeigen heute zahlreiche Spuren von Schusswechseln.

## Galerie

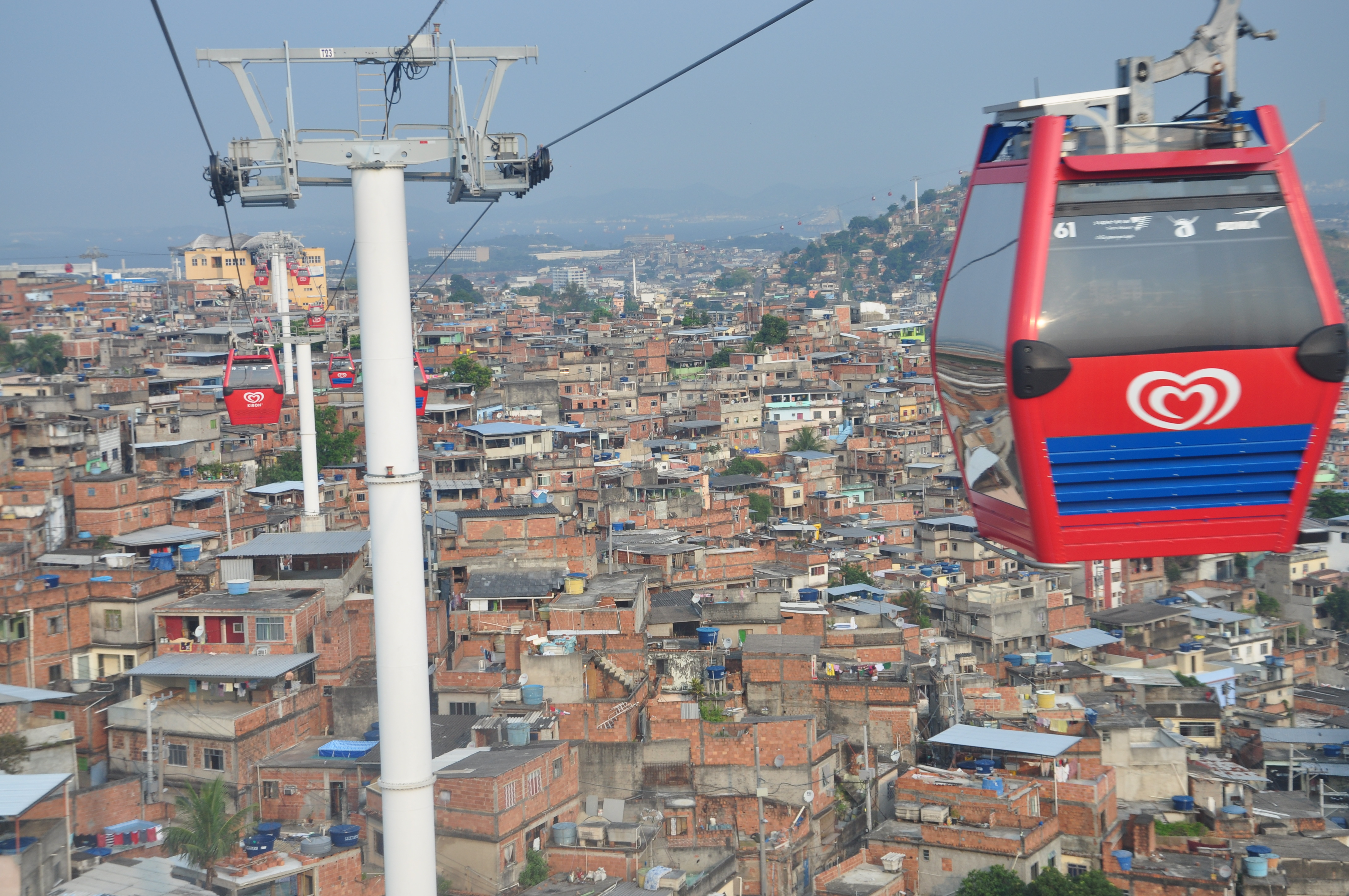
Kurz vor der Station Palmeiras
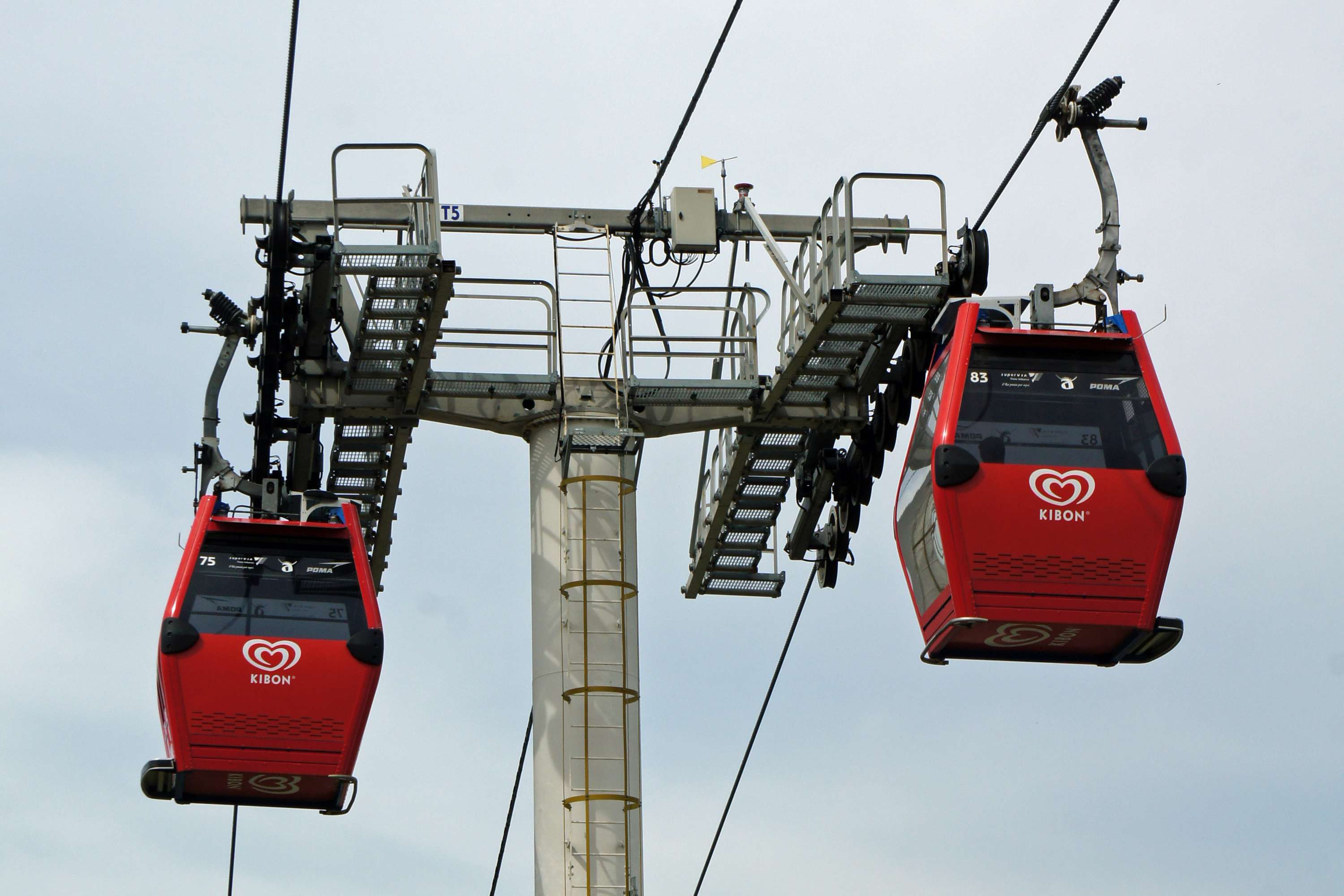
Zwei Gondeln
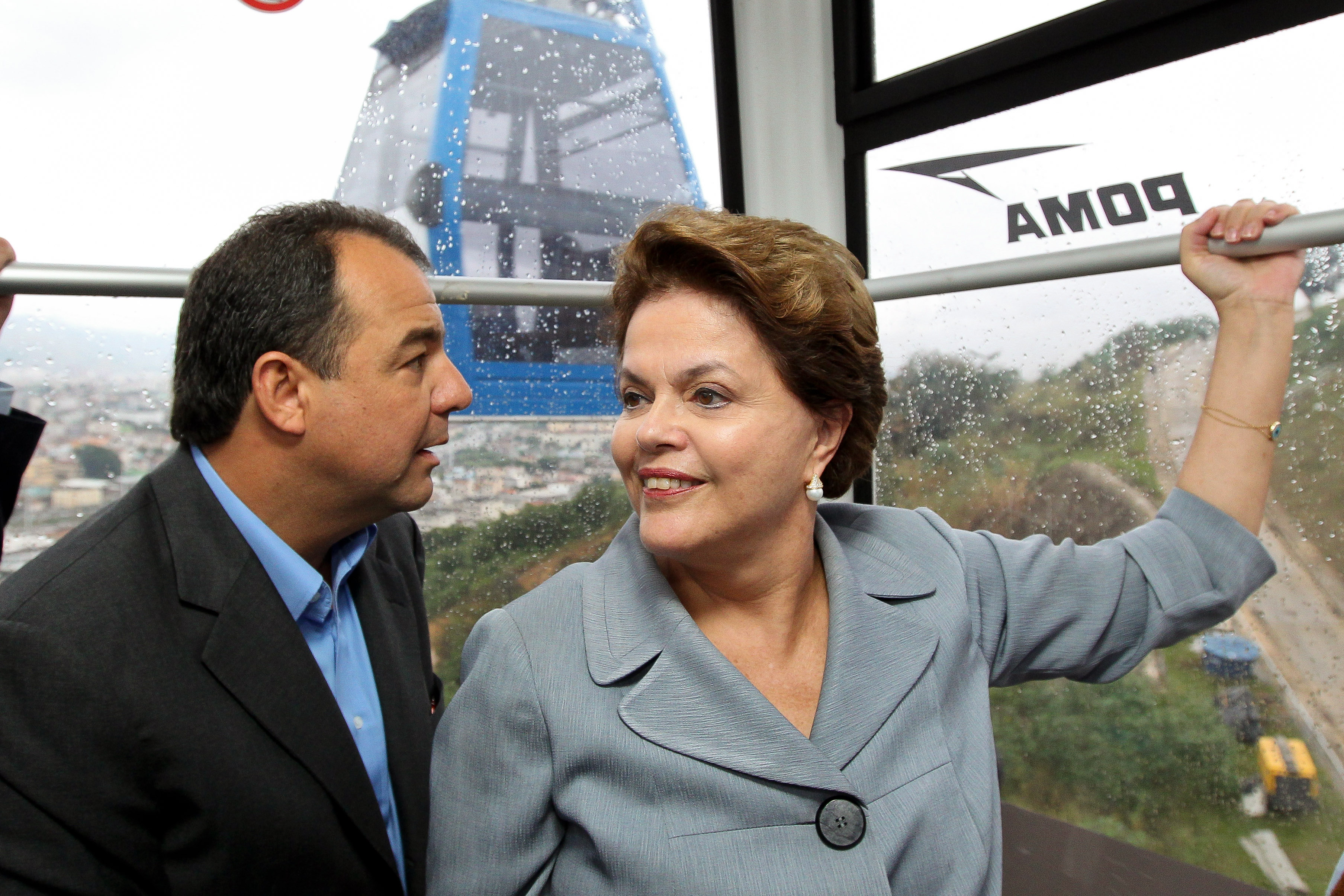
Präsidentin Dilma Rousseff und der Gouverneur des Bundesstaates Rio de Janeiro, Sérgio Cabral Filho bei der Einweihung
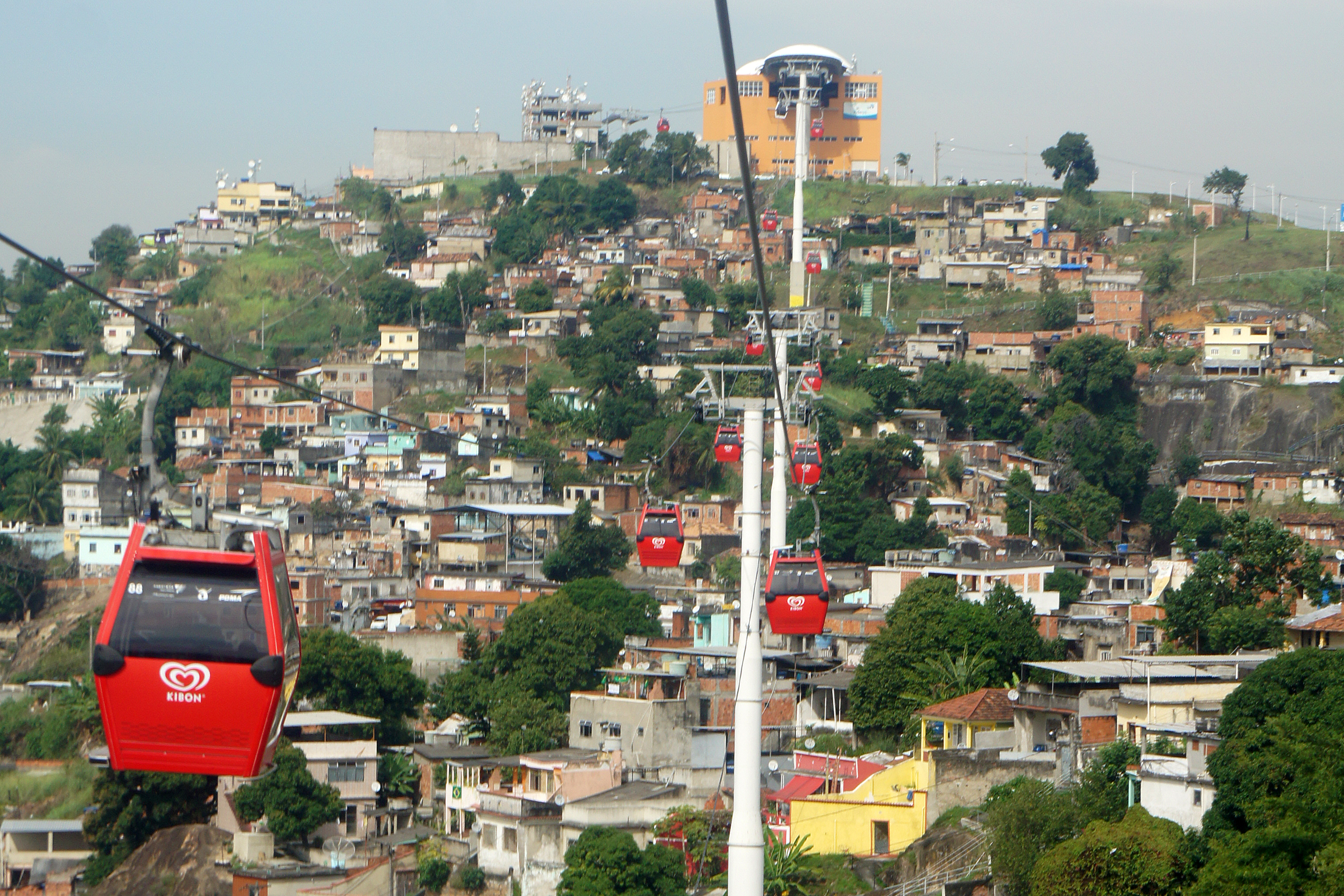
Station Adeus